# WTA Long Beach
Il WTA Long Beach è stato un torneo femminile di tennis che si disputava a Long Beach negli USA.

## Albo d'oro

### Singolare
| Anno | Campionessa      | Finalista      | Punteggio     |
| ---- | ---------------- | -------------- | ------------- |
| 1971 | Billie Jean King | Rosie Casals   | 6-1, 6-2      |
| 1972 | Rosie Casals     | Françoise Dürr | 6-2, 6-7, 6-3 |

### Doppio
| Anno | Campionesse                   | Finalista                       | Punteggio     |
| ---- | ----------------------------- | ------------------------------- | ------------- |
| 1971 | Rosie Casals Billie Jean King | Françoise Dürr Ann Haydon-Jones | 7-5, 6-3      |
| 1972 | Rosie Casals Virginia Wade    | Helen Gourlay Karen Krantzcke   | 6-4, 5-7, 7-5 |